# ستيفانز جروف
ستيفانز جروف (و. 23 يوليو 1922 - ت. 29 مايو 2014) مؤلف موسيقي من جنوب أفريقيا ومدرس.

## حياته ودراسته
ستيفانز جروف مؤلف موسيقي من جنوب أفريقيا ومدرس ولد في بيت لحم. درس مع والدته وعمه ديفيد رود وتعلم العزف على آلتي البيانو والأرغن. واصل تعلمه لآلة البيانو في كيب تاون وفي كلية جنوب أفريقيا للموسيقى، حيث حصل على الدبلومة في عام 1948 وكان دارس للتأليف مع دبليو إتش بيل (1945-46). في عام 1953 ذهب إلى الولايات المتحدة في منحة دراسية وباشر دراساته في جامعة هارفرد حيث حصل على الماجستير في علم الموسيقى في عام 1955، كما درس التأليف الموسيقي على يد آرون كوبلاند في مركز بيركشاير الموسيقي في تانجلوو في 1954. بعد عمله بالتدريس في كلية بارد في نيويورك، درس في كلية بيبودي في بالتيمور من 1957 حتى 1971. في عام 1972 عمل محاضرا في كلية جنوب أفريقيا للموسيقى، ثم درّس نظرية الموسيقى والتأليف في جامعة بريتوريا منذ عام 1974.

## موسيقاه
مع تأليف «سوناتا الكمان» على ألحان أفريقية (1984)، طور أسلوبًا تميز بإدراج العناصر الأفريقية في موسيقاه. هذه العناصر العرقية تتكون أساسًا من الإيقاعات والألحان الأفريقية، مما أدى إلى تكون أنماط إيقاعية معقدة مع التغييرات المستمرة في المقامات والأوستيناتو بشكل مستمر.